# Hans Gugelot
Hans Gugelot (* 1. April 1920 in Makassar auf Celebes; † 10. September 1965 in Ulm) war ein deutscher Architekt, Ingenieur und Designer niederländischer Abstammung.

## Leben
Geboren wurde er in Makassar auf Celebes, einer Insel der ehemaligen niederländischen Kolonien in Südostasien (Indonesien). Aufgewachsen in der Schweiz, studierte der Sohn eines Arztes Architektur in Lausanne und Zürich. Er begann sein Studium an der Ingenieurschule in Lausanne und wechselte später an die ETH Zürich für Architektur und arbeitete danach als freier Architekt in verschiedenen Büros, unter anderem auch bei dem Architekten und Designer Max Bill. 1947 heiratete er und machte sich 1950 selbstständig. Hans Gugelot starb 1965 an den Folgen eines Herzinfarktes.

## Tätigkeit als Designer

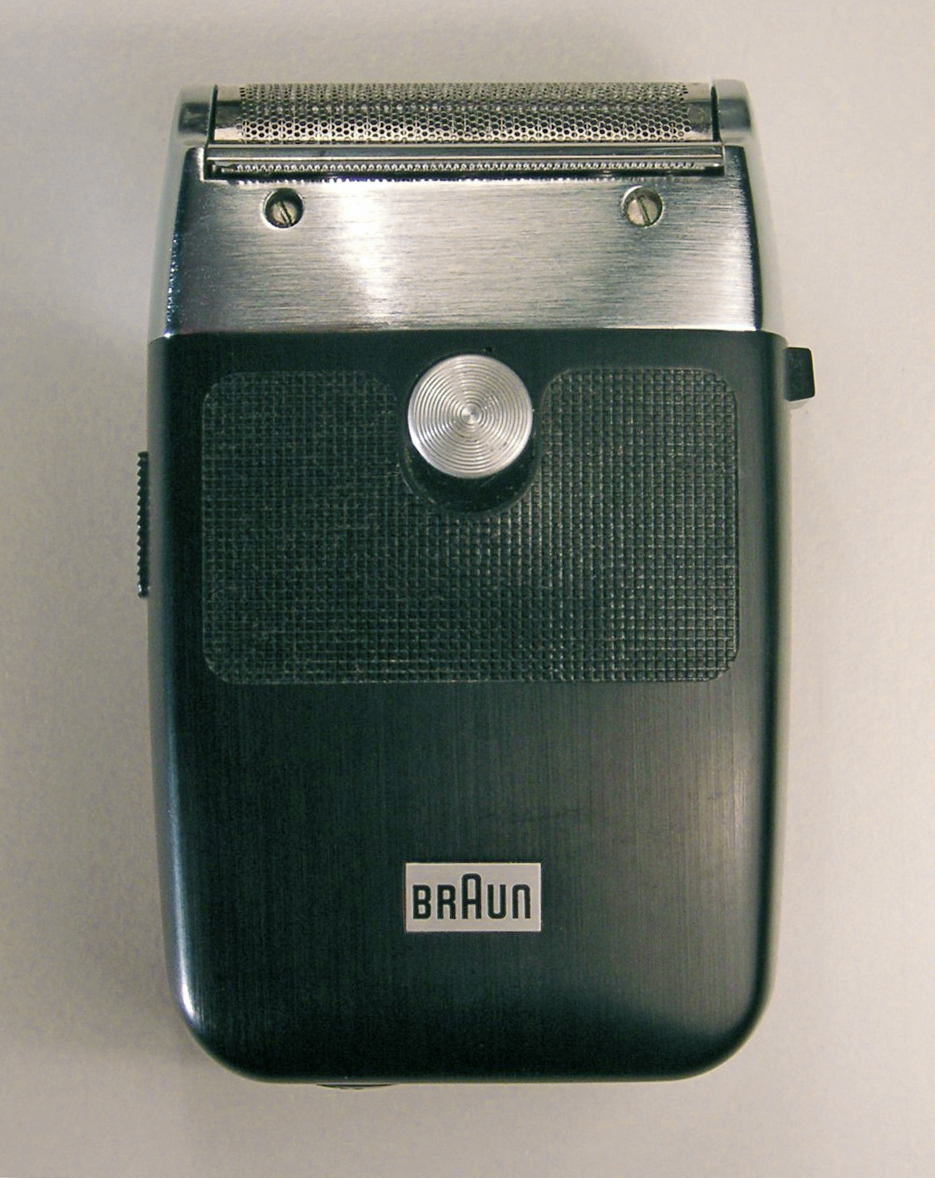
Der Braun „Sixtant S“ von 1968

Hans Gugelot gehört zur Reihe der Designer, die Einwanderer waren – wie etwa auch Henry van de Velde, Marcel Breuer und Peter Ghyczy –, ihren Arbeitsmittelpunkt in Deutschland fanden und die auf diese Weise das deutsche und internationale Design stark beeinflusst haben.
1950 gründete Hans Gugelot sein eigenes Büro und begann mit der Entwicklung des Möbelsystems „M 125“, einem Möbel-Element-System, das es durch den Zusammenbau von vorgefertigten Seitenteilen, wie Böden, Rückwänden, Türen und Borden, möglich macht, beliebig viele Schranktypen zusammenzusetzen und sie auch im Nachhinein nach Bedarf wieder umzubauen. Während dieser Zeit war er auch freier Mitarbeiter im Zürcher Wohnungsbau. Von 1954 bis zu seinem frühen Tod 1965 war er Dozent an der Hochschule für Gestaltung Ulm (HfG), deren erster Direktor Max Bill war. Während dieser Zeit entwarf er verschiedene Elektrogeräte für die Max Braun oHG, wie beispielsweise die Radio-Plattenspieler-Kombinationen Phonosuper SK 4 von 1956 (zusammen mit Dieter Rams), die Musiktruhe „PK-G“ und den Elektrorasierer „Sixtant 1“ von 1962 (mit Gerd Alfred Müller). Für Telefunken entwarf er 1956 ein rollbares Fernsehgerät (mit Helmut Müller-Kühn).
1958 führte die pädagogisch notwendige Trennung von Lehre und Entwicklung zur Gründung einer eigenständigen Entwicklungsgruppe an der HfG-Ulm, die von ihm geleitet wurde. Von 1960 bis 1961 war er auch Mitglied des Rektoratskollegiums der HfG und erhielt zweimal eine Gastprofessur (1961 und 1965) am National Institute of Design in Ahmedabad, Indien. 1962 gründete er in Neu-Ulm das Institut für Produktentwicklung und Design e. V.
Er gilt als eine der Schlüsselfiguren der Zweiten Moderne im deutschen Produktdesign, bei der die rationalen Prinzipien, wie sie unter anderem in den 1920er Jahren am Bauhaus definiert wurden, auf die neue Produktwelt übertragen und weiterentwickelt wurden. Exemplarisch dafür ist die Zusammenarbeit mit dem Elektrogerätehersteller Braun. Dies, zusammen mit der Arbeit von Otl Aicher, prägte das Gesamterscheinungsbild von Braun, eines der frühen konsequenten Beispiele eines einheitlichen visuellen Firmenauftritts (heute Corporate Design genannt), der bei Braun vom Werbechef Wolfgang Schmittel bis in die achtziger Jahre kongenial umgesetzt wurde. Gugelot entwickelte für Braun eine völlig neuartige, wegweisende Gestaltungskultur, aus der Radios, Rasierer, Blitz- und Küchengeräte hervorgingen und die auf das Design zuerst in Deutschland und dann weltweit eine nachhaltige Wirkung hatten.
Systematik, Funktion und technische Neuerung standen bei seinen Entwicklungen stets im Vordergrund. Gugelot sah Design als intellektuelle und moralische Frage, die mit Geschmack nichts zu tun hat. Anfang der sechziger Jahre gründete er ein Designstudio, aus dem wegweisende Entwürfe hervorgingen, wie der Diaprojektor Carousel (für Kodak), die Neugestaltung der U-Bahn Hamburg und der modulare und stapelbare Bierkasten aus Kunststoff.
Im Jahr 1964 wurden Arbeiten von ihm auf der documenta III in Kassel gezeigt, und zwar in der erstmals eingerichteten Abteilung Industrial Design.

## Werke (Auswahl)

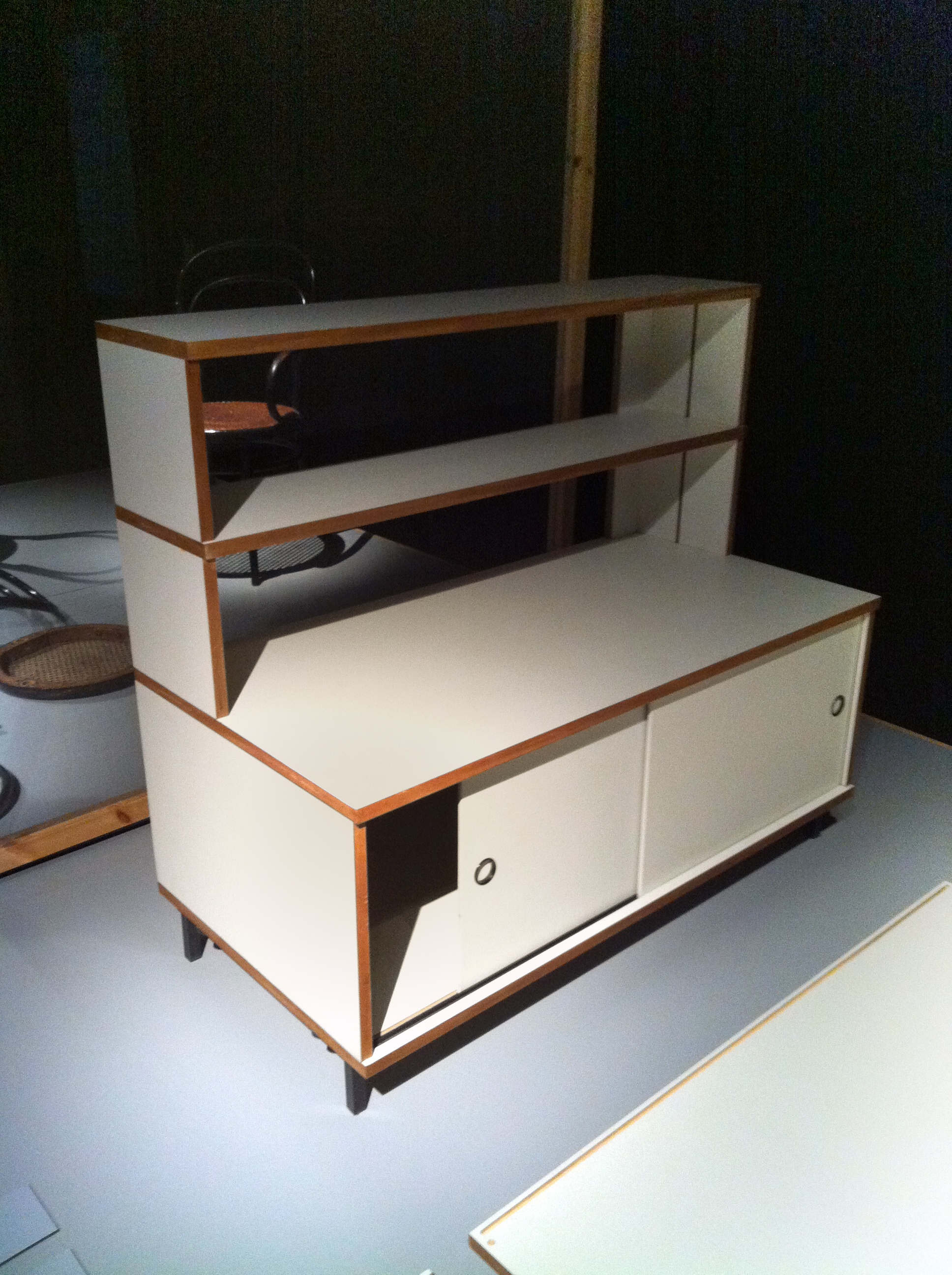
Sideboard des Möbelsystems M125

- 1950/1956, Möbelsystem „M125“. Systemmöbel, wurde von 1957 bis 1988 weitgehend unverändert produziert.
- 1954, Ulmer Hocker (Max Bill, Hans Gugelot, Paul Hildinger). Wurde zur Möblierung der neu gegründeten Hochschule für Gestaltung Ulm (hfg) konzipiert. Der Hocker eignet sich zum Sitzen, als Regalelement, Beistelltisch oder als Trittleiter.
- 1954, Bettkonstruktion „GB 1085“ (Gugelot-Bett). Unterkonstruktion für Schaumgummimatratzen, wird noch heute produziert.
- 1954, Spielmöbel-System für Kinder. Kombinierbares Spiel- und Möbelsystem, bestehend aus offenen Kuben, Bänken und Brettern. Auszeichnungen Spiel-Gut, Ulm, Rosenthal-Studio-Preis, Bundespreis Gute Form.
- 1955, Braun Musiktruhe Modell „PK-G“.
- 1955, Braun Komponenten-Anlage: Rundfunkgerät „G 11“, Plattenspieler „G 12“, TV-Gerät „TV GG 11“.
- 1956, Radio-Plattenspieler-Kombination Phonosuper SK 4 (Hans Gugelot, Dieter Rams). Das unter dem Beinamen „Schneewittchensarg“ bekannte Gerät wird im Museum Of Modern Art, New York und im Centre Georges Pompidou, Paris als Meilenstein des Designs ausgestellt.
- 1956, Radio-Plattenspieler-Kombination „Studio 1“ (Hans Gugelot, Herbert Lindinger) für Braun.
- 1959–1962, U-Bahn, Hamburg (Hans Gugelot, Herbert Lindinger, Helmut Müller-Kühn). Beratung und Gestaltung der neuen Doppeltriebwagen für die Hamburger Hochbahn AG.
- 1961, Braun Elektrorasierer „Sixtant 1“.
- 1962, Filmkamera „Movex auto-8“ für die Agfa-Gevaert in München.
- 1963, Kodak Diaprojektor „Carousel“. Der Projektor wurde mehr als zwanzig Jahre in weitgehend unveränderter Form hergestellt.
- 1963, Dynamotaschenlampe „DT 1“ für die Braun AG.
- 1964, Faltschrankwand (Hans Gugelot mit gugelot-institut). Ein modulares Schranksystem. 1966 Rosenthal-Studio-Preis, 1973 Bundespreis „Gute Form“.
- 1965, Flaschenkasten (Hans Gugelot mit gugelot-institut). Im Auftrag der Alexander Schoeller & Co. in Göttingen.
- 1963–67, Sandwich-Bodengruppe für den Automobilbau (Hans Gugelot mit gugelot-institut).